# Silencio subjetivo
En expresión sonora, un silencio subjetivo es aquel silencio utilizado con una intencionalidad dramática. El silencio revaloriza los sonidos anteriores y posteriores. Sirve como acentuación, principalmente cuando se usa como pausa reflexiva.
El silencio subjetivo puede generar un ambiente emocional y profundo. Es un recurso paraverbal que acentúa la carga dramática de la narración.